# Shigeharu Ueki
Shigeharu Ueki (jap. 植木 繁晴, Ueki Shigeharu; * 13. September 1954 in Kawasaki; † 11. April 2024) war ein japanischer Fußballspieler.

## Nationalmannschaft
1979 debütierte Ueki für die japanische Fußballnationalmannschaft.

## Errungene Titel
- Japan Soccer League: 1977, 1979, 1981
- Kaiserpokal: 1977, 1979